# Urbanov
Obec Urbanov (německy Urbanau) se nachází v okrese Jihlava v kraji Vysočina. Žije zde 121 obyvatel.

## Název
Název se vyvíjel od varianty Vrbanow (1355, 1385, 1420, 1678, 1718, 1720), Urbanau (1751), Urbanau a Urbanow (1846), Urbanau a Urbanov (1872) až k podobě Urbanov v letech 1881 a 1924. Místní jméno vzniklo přidáním přivlastňovací přípony -ov k osobnímu jménu Urban.

## Historie
První písemná zmínka o obci pochází z roku 1355. V roce 1843 je ve vceňovacím operátu písemná zmínka o dvou mlýnech na Moravské Dyji. Pravděpodobně se jednalo o nejsevernější mlýny na této řece.
Sbor dobrovolných hasičů v Urbanově byl založen v roce 1899. V roce 2012 měl 37 členů. V roce 1978 byla na bývalé skládce jihovýchodně od Urbanova vybudována Zahrádkářská kolonie. V roce 2016 udělen obci znak a vlajka.

## Přírodní poměry
Urbanov leží v okrese Jihlava v Kraji Vysočina. Nachází se 11 km jižně od Třeště a 5 km severovýchodně od Telče.
Geomorfologicky je oblast součástí Křižanovské vrchoviny a na rozmezí jejích podcelků Dačická kotlina a Brtnická vrchovina, v jejíž rámci spadá pod geomorfologický okrsek Markvartická pahorkatina. Průměrná nadmořská výška činí 548 metrů. Nejvyšší bod o nadmořské výšce 669 metrů se nachází na jižní hranici katastru. Obcí protéká Moravská Dyje, do níž se severně od vsi vlévá Nevcehelský potok.

## Obyvatelstvo
Podle sčítání 1930 zde žilo ve 44 domech 204 obyvatel. 196 obyvatel se hlásilo k československé národnosti. Žilo zde 162 římských katolíků a 41 příslušníků Církve československé husitské.
| Rok            | 1869 | 1880 | 1890 | 1900 | 1910 | 1921 | 1930 | 1950 | 1961 | 1970 | 1980 | 1991 | 2001 | 2011 |
| Počet obyvatel | 215  | 237  | 244  | 239  | 203  | 206  | 204  | 164  | 179  | 168  | 133  | 130  | 123  | 131  |

## Obecní správa a politika
Obec má sedmičlenné zastupitelstvo, v jehož čele stojí od roku 2010 starosta Jiří Kotrba ml. V letech 1989 až 2010 funkci vykonávali Miloslav Vacek, Jiří Kotrba st., Oldřich Nosek a Antonín Pospíchal.
| Období    | Voliči | Účast v % | Mandáty | Starosta          |
| --------- | ------ | --------- | ------- | ----------------- |
| 2002–2006 | 95     | 82,11     | 7       | Antonín Pospíchal |
| 2006–2010 | 92     | 89,13     | 7       | Antonín Pospíchal |
| 2010–2014 | 101    | 79,21     | 7       | Jiří Kotrba       |
| 2014–2018 | 101    | 79,21     | 7       | Jiří Kotrba       |

Urbanov je členem mikroregionu Telčsko a místní akční skupiny Mikroregionu Telčsko.

## Hospodářství a doprava
V obci sídlí firmy Jiří Kotrba, s.r.o., FOURGEN s.r.o. a pobočka České pošty. Obcí prochází silnice II. třídy č. 403 z Žatce do Nevcehle. Dopravní obslužnost zajišťují dopravci ICOM transport a Radek Čech - Autobusová doprava. Autobusy jezdí ve směrech Jihlava, Dačice, Bítov, Zadní Vydří, Stará Říše a Telč. Obcí prochází cyklistická trasa č. 5123 ze Sedlejova do Ořechova.

## Školství, kultura a sport
Sídlí zde Základní škola Urbanov, která byla založena roku 1874. Má dvě třídy s výukou 1.–5. ročníku. Ve školním roce 2013/2014 školu navštěvovalo 13 dětí z Urbanova, Nevcehle a Žatce. Druhý stupeň absolvují v Telči.
Kulturní dům byl postaven v roce 1984. Sídlí zde obecní úřad, pobočka České pošty a místní knihovna. Součástí je i společenský sál s kapacitou sto osob. Sbor dobrovolných hasičů Urbanov byl založen roku 1899 a v roce 2014 měl 33 členů. V nedaleké zahrádkářské kolonii má sídlo Základní organizace Českého zahrádkářského svazu Urbanov.
Od roku 2016 provozuje v budově základní školy poštovní služby soukromý zemědělec František Chalupa.

## Pamětihodnosti
- Kostel svatého Jana Křtitele
- Kříž směrem na Žatec
- Fara
- Kaple sv. Barbory